# پینو لوکی
پینو لوکی (ایتالیایی: Pino Locchi؛ ۱۰ نوامبر ۱۹۲۵ – ۲۱ نوامبر ۱۹۹۴) یک هنرپیشه، صداپیشه و مدیر دوبلاژ اهل کشور ایتالیا  یک کشور در اتحادیه اروپا بود. وی بین سال‌های ۱۹۳۲ تا ۱۹۹۴ میلادی فعالیت شدید ای می‌کرد.
از فیلم‌های او می‌توان به پیراهن سیاه و مسالینا اشاره کرد.